# Djillali Ben Amar
Djillali Ben Amar è un comune dell'Algeria, situato nella provincia di Tiaret.